# Supercopa de San Marino 2019
La Supercopa de San Marino 2019 fue la VIII edición del torneo. Se disputó a un único partido el 14 de septiembre de 2019 en el Campo di Acquaviva en Acquaviva.
Esta edición de la Supercopa enfrentó el campeón de Liga de la temporada 2018/19, el Tre Penne, y el SP Tre Fiori, campeón de la Copa Titano de la misma temporada.
Tre Fiori se impuso por 2-1 al Tre Penne adjudicándose el título por primera vez.

## Participantes
|  | Tre Penne |  |  | Campeón del Campeonato Sanmarinense (2018-19) |
|  | Tre Fiori |  |  | Campeón de la Copa Titano (2018-19)           |

## Final
| 14 de septiembre de 2019, 20:30 | Tre Fiori                         | 2:1 (1:0) | Tre Penne          | Campo di Acquaviva, Acquaviva |                        |
|                                 | Apezteguía 19' · Gjurchinoski 60' | Reporte   | 75' Enrico Cibelli | Árbitro(s): Andrea Mei        | Árbitro(s): Andrea Mei |

### Campeón
| Campeón Supercopa de San Marino 2019 |
| ------------------------------------ |
| Tre Fiori 1° título                  |